# Джей Сарно
Джей Сарно (на английски: Jay Sarno) (1922-1984) е предприемач от Лас Вегас, притежател на няколко хотела в града. Той е създател на хотел Caesars Palace и Circus Circus.

## За него
- Schwartz, David G. Grandissimo: The First Emperor of Las Vegas: How Jay Sarno Won a Casino Empire, Lost It, And Inspired Modern Las Vegas.   Las Vegas, Nevada, Winchester Books, 2013. ISBN 9780990001607. OCLC 860913633.